# Aly Wagner
Aly Wagner (São José, 10 de agosto de 1980) é uma futebolista estadunidense que atua como meia. Atualmente, joga pelo Los Angeles Sol.